# María Pastuña
María Pastuña (* 6. Juni 1989) ist eine ecuadorianische Leichtathletin, die sich auf den Langstreckenlauf spezialisiert hat.

## Sportliche Laufbahn
Erste internationale Erfahrungen sammelte María Pastuña im Jahr 2015, als sie bei den Südamerikameisterschaften in Lima in 15:49,33 min die Goldmedaille im 5000-Meter-Lauf gewann und über 10.000 Meter in 32:51,33 min die Silbermedaille hinter der Peruanerin Inés Melchor gewann. Anschließend startete sie bei den Panamerikanischen Spielen in Toronto teil, wurde kurz darauf aber des Dopings überführt und ihre Resultate dieser Meisterschaften aberkannt. Zudem wurde sie für mehrere Jahre gesperrt. 2021 belegte sie dann bei den Südamerikameisterschaften in Guayaquil in 16:31,30 min den siebten Platz.
2021 wurde Pastuña ecuadorianische Meisterin im 5000-Meter-Lauf.

## Persönliche Bestleistungen
- 3000 Meter: 10:19,07 min, 24. Juli 2011 in Guayaquil
- 5000 Meter: 1:03,84 min, 29. Juni 2019 in Braga
- 10.000 Meter: 34:06,61 min, 29. Mai 2021 in Guayaquil